# Jair Marrufo
Jair Marrufo  (El Paso, 7 de junio de 1977) es un árbitro de fútbol estadounidense de origen mexicano. Es árbitro en la Major League Soccer desde 2002 e internacional FIFA desde el 2007.

## Trayectoria
En 2008 fue seleccionado como mejor árbitro de la MLS. Fue designado para pitar en la Copa América Centenario.
Su padre también fue árbitro en México. Dado su origen, habla fluidamente español además de inglés.

## Copa Mundial de la FIFA
| Copa Mundial de Fútbol de 2018 – Rusia | Copa Mundial de Fútbol de 2018 – Rusia | Copa Mundial de Fútbol de 2018 – Rusia | Copa Mundial de Fútbol de 2018 – Rusia | Copa Mundial de Fútbol de 2018 – Rusia | Copa Mundial de Fútbol de 2018 – Rusia   | Copa Mundial de Fútbol de 2018 – Rusia | Copa Mundial de Fútbol de 2018 – Rusia |
| Fecha                                  | Partido                                | Sede                                   | Fase                                   | Amonestado                             | Otorgado · Otorgado otra vez · Expulsado | Expulsado                              | Anotado · Penal                        |
| -------------------------------------- | -------------------------------------- | -------------------------------------- | -------------------------------------- | -------------------------------------- | ---------------------------------------- | -------------------------------------- | -------------------------------------- |
| 23 de junio de 2018                    | Bélgica 5 – 2 Túnez                    | Moscú                                  | Fase de grupos                         | 1                                      | 0                                        | 0                                      | 1                                      |